# Funky Kong
Funky Kong is een personage uit de Mario- en Donkey Kong-computerspelseries.
Zijn eerste verschijning was in Donkey Kong Country (1994). Funky Kong komt verder voor in andere speltitels, zoals in Donkey Kong Land 2, Donkey Kong 64, Donkey Kong Barrel Blast, Mario Super Sluggers, Mario Kart Wii en Donkey Kong Jungle Climber (alleen in versus-mode).
In 2018 werd hij als speelbaar personage toegevoegd in de Switch-versie van Donkey Kong Country: Tropical Freeze.

## Persoonlijkheid
In tegenstelling tot de meeste van zijn familieleden houdt Funky Kong helemaal niet van avontuur, en geeft hij er de voorkeur aan zijn vrienden op andere manieren te helpen, zoals met hun winkels en vluchtdiensten. Hij wordt ook afgeschilderd als moedig en energiek, ondanks zijn aversie tegen avontuur. Funky Kongs hobby's zijn surfen, doe-het-zelf klussen en de constructie van machines, zoals voertuigen en wapens.
Lijst van Donkey Kong-spellen